# Hamburger Parkplatzfall
Der Hamburger Parkplatzfall ist eine Entscheidung des V. Zivilsenats des Bundesgerichtshofs (BGH) vom 14. Juli 1956. Bedeutung hat es für die Lehre vom sozialtypischen Verhalten.

## Sachverhalt
Der Hamburger Senat wandelte im Jahr 1953 Parkflächen unter anderem auf einem Teil des Rathausmarktes zu gebührenpflichtigen Parkplätzen um. Das Unternehmen der beauftragten Klägerin bewachte die dort abgestellten Fahrzeuge und kassierte das Entgelt. Der Tarif sah für die erste Parkstunde 20, für die zweite 30 und für die folgenden jeweils 50 Pfennig vor. Am Rathausmarkt wurden Schilder mit der Aufschrift „PARKGELDPFLICHTIG UND BEWACHT“ aufgestellt.
Die Beklagte hatte ihren PKW vom 3. September bis 12. Oktober 1953 dort mehrmals abgestellt und den Ordnern, die dort für die Klägerin arbeiteten, erklärt, dass sie die Bewachung ihres Fahrzeugs und somit auch die Zahlung des Entgeltes ablehne.
Das Landgericht Hamburg hatte den Forderungen der Klägerin entsprochen. Das Oberlandesgericht Hamburg hingegen unterstützte die Position der Beklagten.

## Entscheidung des BGH
Der BGH fällte mit dem Urteil gleich zwei Grundsatzentscheidungen. Zum ersten wurde geklärt, ob Unternehmen an öffentlichen Verkehrsflächen einen Mitbesitz (gemäß § 866 BGB in Verbindung mit § 854 BGB) erlangen können. Das wurde bejaht, wenn dem Unternehmen ein Sondernutzungsrecht zur Bewachung von geparkten Fahrzeugen gegen Entgelt eingeräumt wird. Das Gericht begründete dies damit, dass durch die Bewachung und die zentrale Lage, wo andernfalls schwer Parkraum zu finden sei, ein gewisser Mehrwert entstünde. Dies sei vergleichbar mit der Vermietung von Strandkörben oder Stühlen in öffentlichen Anlagen.
Die Beklagte hatte ihre Forderung nach Abweisung der Klage mit ihrem Recht auf Gemeingebrauch begründet. Der BGH widersprach dem: Dieses Recht sei durch die neuen Besitzverhältnisse nicht verletzt, sondern nur eingeschränkt. Das unentgeltliche Parken sei nicht mehr Teil des Gemeingebrauchs, aber grundsätzlich bleibe es bestehen. So seien auf der Fläche zum Beispiel das Betreten oder Befahren zum Wenden eines Fahrzeugs nach wie vor möglich. Vielmehr habe die Beklagte ein Sondernutzungsrecht für sich beansprucht, welches dem Gemeingebrauch zuwider laufe, indem sie auf den für zahlende Parker reservierten Flächen ihr Fahrzeug abgestellt habe.
Als zweites regelte der BGH im Grundsatz die Gültigkeit des Bewachungsvertrages, der den Anspruch auf Zahlung des Entgeltes begründet. Die Beklagte hatte sich ausdrücklich gegen einen Vertragsschluss ausgesprochen und somit scheint ein Vertragsschluss gemäß § 151 BGB in Verbindung mit § 631 BGB ausgeschlossen. Für den Vertragsschluss hätte ein Einverständnis der Beklagten vorliegen müssen, welches diese gerade nicht erteilt hatte.
Das Gericht schloss sich der Ansicht der Juristen Günter Haupt (1904–1946) und Karl Larenz (1903–1993) an, welche die Lehre vom sozialtypischen Verhalten bzw. Lehre vom faktischen Vertragsschluss maßgeblich entwickelt haben. Laut dieser wird durch „rein tatsächliches öffentliches Angebot einer Leistung“ und „rein tatsächliche Inanspruchnahme dieser Leistung“ ein Vertrag geschlossen. Bei einem „normalen“ Vertragsschluss sind dafür ausdrücklich geäußerte Willenserklärungen (nämlich Angebot und Annahme) erforderlich.
Im Ergebnis wurde die Beklagte zur Zahlung der 25 DM an die Klägerin verurteilt, welche sich aus dem Parktarif ergaben und um die sich die Beklagte zu Lasten des Unternehmens widerrechtlich bereichert hatte, in dem sie die Parkflächen ohne zu zahlen nutzte.

## Heutige Relevanz
Heute wird die Lehre vom sozialtypischen Verhalten in der rechtswissenschaftlichen Literatur wie auch in der Rechtsprechung grundsätzlich abgelehnt, da sich die Lehre vom sozialtypischen Verhalten nicht aus dem Gesetz ergibt. Darüber hinaus führe die Bejahung eines Vertrags zur Aushebelung etwaig gegebener – die betroffene Partei schützenden – rechtshindernder Einwendungen. Die Lösung derartiger Fälle erfolgt mehrheitlich unter Anwendung der juristischen Regel protestatio facto contraria non valet, wonach Verwahrungen gegen ein gegensätzliches Verhalten unwirksam sind. Die Beklagte aus diesem Fall nähme also durch ihr Tun (das Abstellen des Fahrzeugs) das Angebot der Klägerin an. Die Äußerung, dass sie keinen Vertrag schließen möchte, bliebe unbeachtlich und ein gültiger Bewachungsvertrag wäre zustande gekommen.